# ITF Women's Circuit 1994
L'ITF Women's Circuit 1994 è stata una serie di tornei gestita dall'organo internazionale del tennis, l'ITF. Lo scopo di questi tornei è quello di permettere, in particolare alle giovani tenniste, di migliorare la loro classifica per giocare in tornei più importanti. L'ITF Women's Circuit comprende tornei che hanno montepremi che vanno dai 5 000 ai 50 000 dollari.

## Gennaio
| Settimana  | Torneo                                                                  | Vincitrice | Finalista | Semifinaliste | Quarti di finale |
| ---------- | ----------------------------------------------------------------------- | ---------- | --------- | ------------- | ---------------- |
| 10 gennaio | ITF Women's Circuit Mission 1994 Mission, USA Cemento $10,000           |            |           |               |                  |
| 10 gennaio | ITF Women's Circuit Mission 1994 Mission, USA Cemento $10,000           |            |           |               |                  |
| 17 gennaio | ITF Women's Circuit Pharr 1994 Pharr, USA Cemento $10,000               |            |           |               |                  |
| 17 gennaio | ITF Women's Circuit Pharr 1994 Pharr, USA Cemento $10,000               |            |           |               |                  |
| 17 gennaio | ITF Women's Circuit Orense 1994 Orense, Spagna Sintetico $10,000        |            |           |               |                  |
| 17 gennaio | ITF Women's Circuit Orense 1994 Orense, Spagna Sintetico $10,000        |            |           |               |                  |
| 17 gennaio | ITF Women's Circuit Turku 1994 Turku, Finlandia Sintetico $10,000       |            |           |               |                  |
| 17 gennaio | ITF Women's Circuit Turku 1994 Turku, Finlandia Sintetico $10,000       |            |           |               |                  |
| 24 gennaio | ITF Women's Circuit Austin 1994 Austin, USA Cemento $10,000             |            |           |               |                  |
| 24 gennaio | ITF Women's Circuit Austin 1994 Austin, USA Cemento $10,000             |            |           |               |                  |
| 24 gennaio | Swedbank Ladies 1994 Båstad, Svezia Cemento $10,000                     |            |           |               |                  |
| 24 gennaio | Swedbank Ladies 1994 Båstad, Svezia Cemento $10,000                     |            |           |               |                  |
| 24 gennaio | ITF Women's Circuit Solo Baru 1994 Solo Baru, Indonesia Cemento $10,000 |            |           |               |                  |
| 24 gennaio | ITF Women's Circuit Solo Baru 1994 Solo Baru, Indonesia Cemento $10,000 |            |           |               |                  |
| 24 gennaio | Ciudad de Pontevedra 1994 Ponte Vedra, Spagna Cemento $10,000           |            |           |               |                  |
| 24 gennaio | Ciudad de Pontevedra 1994 Ponte Vedra, Spagna Cemento $10,000           |            |           |               |                  |
| 31 gennaio | AEGON Pro Series Telford 1994 Telford, Gran Bretagna Cemento $10,000    |            |           |               |                  |
| 31 gennaio | AEGON Pro Series Telford 1994 Telford, Gran Bretagna Cemento $10,000    |            |           |               |                  |
| 31 gennaio | Dow Corning Tennis Classic 1994 Midland, USA Cemento $25,000            |            |           |               |                  |
| 31 gennaio | Dow Corning Tennis Classic 1994 Midland, USA Cemento $25,000            |            |           |               |                  |
| 31 gennaio | ITF Women's Circuit Coburg 1994 Coburgo, Germania Sintetico $25,000     |            |           |               |                  |
| 31 gennaio | ITF Women's Circuit Coburg 1994 Coburgo, Germania Sintetico $25,000     |            |           |               |                  |
| 31 gennaio | ITF Women's Circuit Rungsted 1994 Rungsted, Danimarca Sintetico $10,000 |            |           |               |                  |
| 31 gennaio | ITF Women's Circuit Rungsted 1994 Rungsted, Danimarca Sintetico $10,000 |            |           |               |                  |
| 31 gennaio | ITF Women's Circuit Bandung 1994 Bandung, Indonesia Cemento $10,000     |            |           |               |                  |
| 31 gennaio | ITF Women's Circuit Bandung 1994 Bandung, Indonesia Cemento $10,000     |            |           |               |                  |
| 31 gennaio | Ted-Firatpen Ladies Open 1994 Istanbul, Turchia Cemento $10,000         |            |           |               |                  |
| 31 gennaio | Ted-Firatpen Ladies Open 1994 Istanbul, Turchia Cemento $10,000         |            |           |               |                  |

## Febbraio
| Settimana   | Torneo                                                                                      | Vincitrice | Finalista | Semifinaliste | Quarti di finale |
| ----------- | ------------------------------------------------------------------------------------------- | ---------- | --------- | ------------- | ---------------- |
| 7 febbraio  | Faro Ladies Open 1994 Faro, Portogallo Cemento $10,000                                      |            |           |               |                  |
| 7 febbraio  | Faro Ladies Open 1994 Faro, Portogallo Cemento $10,000                                      |            |           |               |                  |
| 7 febbraio  | ITF Women's Circuit Bogota 1994 Bogotà, Colombia Terra rossa $10,000                        |            |           |               |                  |
| 7 febbraio  | ITF Women's Circuit Bogota 1994 Bogotà, Colombia Terra rossa $10,000                        |            |           |               |                  |
| 7 febbraio  | AEGON Pro Series Sunderland 1994 Sunderland, Gran Bretagna Cemento $10.000                  |            |           |               |                  |
| 7 febbraio  | AEGON Pro Series Sunderland 1994 Sunderland, Gran Bretagna Cemento $10.000                  |            |           |               |                  |
| 14 febbraio | ITF Women's Circuit Durango 1994 Durango, Messico Cemento $5.000                            |            |           |               |                  |
| 14 febbraio | ITF Women's Circuit Durango 1994 Durango, Messico Cemento $5.000                            |            |           |               |                  |
| 14 febbraio | AEGON PRo Series Newcastle 1994 Newcastle upon Tyne, Regno Unito Sintetico $25.000          |            |           |               |                  |
| 14 febbraio | AEGON PRo Series Newcastle 1994 Newcastle upon Tyne, Regno Unito Sintetico $25.000          |            |           |               |                  |
| 14 febbraio | Faro Ladies Open 1994 Faro, Portogallo Cemento $10.000                                      |            |           |               |                  |
| 14 febbraio | Faro Ladies Open 1994 Faro, Portogallo Cemento $10.000                                      |            |           |               |                  |
| 21 febbraio | ITF Women's Circuit Amadora 1994 Amadora, Portogallo Cemento $10.000                        |            |           |               |                  |
| 21 febbraio | ITF Women's Circuit Amadora 1994 Amadora, Portogallo Cemento $10.000                        |            |           |               |                  |
| 21 febbraio | ITF Women's Circuit Valencia 1994 Valencia, Spagna Terra rossa $25.000                      |            |           |               |                  |
| 21 febbraio | ITF Women's Circuit Valencia 1994 Valencia, Spagna Terra rossa $25.000                      |            |           |               |                  |
| 21 febbraio | ITF Women's Circuit Coral Gables 1994 Coral Gables, USA Cemento $25.000                     |            |           |               |                  |
| 21 febbraio | ITF Women's Circuit Coral Gables 1994 Coral Gables, USA Cemento $25.000                     |            |           |               |                  |
| 28 febbraio | ITF Women's Circuit Madrid 1994 Madrid, Spagna Terra rossa $25.000                          |            |           |               |                  |
| 28 febbraio | ITF Women's Circuit Madrid 1994 Madrid, Spagna Terra rossa $25.000                          |            |           |               |                  |
| 28 febbraio | Internationale Badische Damen Hallenmeisterschaften 1994 Buchen, Germania Sintetico $10.000 |            |           |               |                  |
| 28 febbraio | Internationale Badische Damen Hallenmeisterschaften 1994 Buchen, Germania Sintetico $10.000 |            |           |               |                  |

## Marzo
| Settimana | Torneo                                                                                | Vincitrice | Finalista | Semifinaliste | Quarti di finale |
| --------- | ------------------------------------------------------------------------------------- | ---------- | --------- | ------------- | ---------------- |
| 7 marzo   | ITF Women's Circuit Prostejov 1994 Prostějov, Repubblica Ceca Cemento $25,000         |            |           |               |                  |
| 7 marzo   | ITF Women's Circuit Prostejov 1994 Prostějov, Repubblica Ceca Cemento $25,000         |            |           |               |                  |
| 7 marzo   | ITF Women's Circuit Offenbach 1994 Offenbach am Main, Germania Sintetico $10,000      |            |           |               |                  |
| 7 marzo   | ITF Women's Circuit Offenbach 1994 Offenbach am Main, Germania Sintetico $10,000      |            |           |               |                  |
| 14 marzo  | ITF Women's Circuit Reims 1994 Reims, Francia Terra rossa $25,000                     |            |           |               |                  |
| 14 marzo  | ITF Women's Circuit Reims 1994 Reims, Francia Terra rossa $25,000                     |            |           |               |                  |
| 14 marzo  | ITF Women's Circuit Zaragoza 1994 Saragozza, Spagna Terra rossa $10,000               |            |           |               |                  |
| 14 marzo  | ITF Women's Circuit Zaragoza 1994 Saragozza, Spagna Terra rossa $10,000               |            |           |               |                  |
| 21 marzo  | ITF Women's Circuit Brest 1994 Brest, Francia Cemento $25,000                         |            |           |               |                  |
| 21 marzo  | ITF Women's Circuit Brest 1994 Brest, Francia Cemento $25,000                         |            |           |               |                  |
| 21 marzo  | ITF Women's Circuit Castlellon 1994 Castlellon, Spagna Terra rossa $10,000            |            |           |               |                  |
| 21 marzo  | ITF Women's Circuit Castlellon 1994 Castlellon, Spagna Terra rossa $10,000            |            |           |               |                  |
| 21 marzo  | ITF Women's Circuit Kenya 1994 Kenya Terra rossa $10,000                              |            |           |               |                  |
| 21 marzo  | ITF Women's Circuit Kenya 1994 Kenya Terra rossa $10,000                              |            |           |               |                  |
| 21 marzo  | ITF Women's Circuit Puerto Vallarta 1994 Puerto Vallarta, Messico Terra rossa $10,000 |            |           |               |                  |
| 21 marzo  | ITF Women's Circuit Puerto Vallarta 1994 Puerto Vallarta, Messico Terra rossa $10,000 |            |           |               |                  |
| 28 marzo  | ITF Women's Circuit Moulins 1994 Moulins, Francia Cemento $25,000                     |            |           |               |                  |
| 28 marzo  | ITF Women's Circuit Moulins 1994 Moulins, Francia Cemento $25,000                     |            |           |               |                  |
| 28 marzo  | Internacional Studio Paloma-Elda 1994 Alicante, Spagna Terra rossa $10,000            |            |           |               |                  |
| 28 marzo  | Internacional Studio Paloma-Elda 1994 Alicante, Spagna Terra rossa $10,000            |            |           |               |                  |
| 28 marzo  | ITF Women's Circuit Gabarone 1994 Gabarone, Botswana Cemento $10,000                  |            |           |               |                  |
| 28 marzo  | ITF Women's Circuit Gabarone 1994 Gabarone, Botswana Cemento $10,000                  |            |           |               |                  |
| 28 marzo  | ITF Women's Circuit Marsa 1994 Marsa, Malta Cemento $10,000                           |            |           |               |                  |
| 28 marzo  | ITF Women's Circuit Marsa 1994 Marsa, Malta Cemento $10,000                           |            |           |               |                  |

## Aprile
| Settimana | Torneo                                                                        | Vincitrice | Finalista | Semifinaliste | Quarti di finale |
| --------- | ----------------------------------------------------------------------------- | ---------- | --------- | ------------- | ---------------- |
| 4 aprile  | ITF Women's Circuit Harare 1994 Harare, Zimbabwe Cemento $10,000              |            |           |               |                  |
| 4 aprile  | ITF Women's Circuit Harare 1994 Harare, Zimbabwe Cemento $10,000              |            |           |               |                  |
| 4 aprile  | Trofeo Ayuntamiento de Murcia 1994 Murcia, Spagna Terra rossa $10,000         |            |           |               |                  |
| 4 aprile  | Trofeo Ayuntamiento de Murcia 1994 Murcia, Spagna Terra rossa $10,000         |            |           |               |                  |
| 4 aprile  | Xenia Athens Open 1994 Atene, Grecia Terra rossa $10,000                      |            |           |               |                  |
| 4 aprile  | Xenia Athens Open 1994 Atene, Grecia Terra rossa $10,000                      |            |           |               |                  |
| 4 aprile  | Open GDF SUEZ Région Limousin 1994 Limoges, Francia Cemento $25,000           |            |           |               |                  |
| 4 aprile  | Open GDF SUEZ Région Limousin 1994 Limoges, Francia Cemento $25,000           |            |           |               |                  |
| 11 aprile | ITF Women's Circuit Supetar 1994 Supetar, Croazia Terra rossa $10,000         |            |           |               |                  |
| 11 aprile | ITF Women's Circuit Supetar 1994 Supetar, Croazia Terra rossa $10,000         |            |           |               |                  |
| 18 aprile | ITF Women's Circuit Nottingham 1994 Nottingham, Gran Bretagna Cemento $10,000 |            |           |               |                  |
| 18 aprile | ITF Women's Circuit Nottingham 1994 Nottingham, Gran Bretagna Cemento $10,000 |            |           |               |                  |
| 18 aprile | Copa Club The Strongest 1994 Bol, Croazia Terra rossa $10,000                 |            |           |               |                  |
| 18 aprile | Copa Club The Strongest 1994 Bol, Croazia Terra rossa $10,000                 |            |           |               |                  |
| 25 aprile | AEGON Pro Series Woking 1994 Woking, Gran Bretagna Cemento $10,000            |            |           |               |                  |
| 25 aprile | AEGON Pro Series Woking 1994 Woking, Gran Bretagna Cemento $10,000            |            |           |               |                  |
| 25 aprile | ITF Women's Circuit Neudorf 1994 Neudorf, Austria Terra rossa $10,000         |            |           |               |                  |
| 25 aprile | ITF Women's Circuit Neudorf 1994 Neudorf, Austria Terra rossa $10,000         |            |           |               |                  |
| 25 aprile | ITF Women's Circuit Lerida 1994 Lerida, Spagna Terra rossa $10,000            |            |           |               |                  |
| 25 aprile | ITF Women's Circuit Lerida 1994 Lerida, Spagna Terra rossa $10,000            |            |           |               |                  |

## Maggio
| Settimana | Torneo                                                                                  | Vincitrice | Finalista | Semifinaliste | Quarti di finale |
| --------- | --------------------------------------------------------------------------------------- | ---------- | --------- | ------------- | ---------------- |
| 2 maggio  | ITF Femenil San Luis Potosí 1994 San Luis Potosí, Messico Cemento $50,000               |            |           |               |                  |
| 2 maggio  | ITF Femenil San Luis Potosí 1994 San Luis Potosí, Messico Cemento $50,000               |            |           |               |                  |
| 2 maggio  | ITF Women's Circuit Balaguer 1994 Balaguer, Spagna Terra rossa $10,000                  |            |           |               |                  |
| 2 maggio  | ITF Women's Circuit Balaguer 1994 Balaguer, Spagna Terra rossa $10,000                  |            |           |               |                  |
| 2 maggio  | AEGON Pro Series Lee-on-Solent 1994 Lee-on-Solent, Gran Bretagna Terra rossa $10,000    |            |           |               |                  |
| 2 maggio  | AEGON Pro Series Lee-on-Solent 1994 Lee-on-Solent, Gran Bretagna Terra rossa $10,000    |            |           |               |                  |
| 9 maggio  | AEGON Pro Series Bracknell 1994 Bracknell, Gran Bretagna Cemento $10,000                |            |           |               |                  |
| 9 maggio  | AEGON Pro Series Bracknell 1994 Bracknell, Gran Bretagna Cemento $10,000                |            |           |               |                  |
| 9 maggio  | ITF Women's Circuit Brunei 1994 Brunei, Brunei Cemento $10,000                          |            |           |               |                  |
| 9 maggio  | ITF Women's Circuit Brunei 1994 Brunei, Brunei Cemento $10,000                          |            |           |               |                  |
| 9 maggio  | ITF Women's Circuit Acapulco 1994 Acapulco, Messico Terra rossa $10,000                 |            |           |               |                  |
| 9 maggio  | ITF Women's Circuit Acapulco 1994 Acapulco, Messico Terra rossa $10,000                 |            |           |               |                  |
| 9 maggio  | ITF Women's Circuit Mollet 1994 Mollet, Spagna Terra rossa $10,000                      |            |           |               |                  |
| 9 maggio  | ITF Women's Circuit Mollet 1994 Mollet, Spagna Terra rossa $10,000                      |            |           |               |                  |
| 9 maggio  | ITF Women's Circuit Budapest 1994 Budapest, Ungheria Terra rossa $25,000                |            |           |               |                  |
| 9 maggio  | ITF Women's Circuit Budapest 1994 Budapest, Ungheria Terra rossa $25,000                |            |           |               |                  |
| 16 maggio | ITF Women's Circuit Beijing 1994 Pechino, Cina Cemento $10,000                          |            |           |               |                  |
| 16 maggio | ITF Women's Circuit Beijing 1994 Pechino, Cina Cemento $10,000                          |            |           |               |                  |
| 16 maggio | ITF Women's Circuit Ratzeburg 1994 Ratzeburg, Germania Terra rossa $10,000              |            |           |               |                  |
| 16 maggio | ITF Women's Circuit Ratzeburg 1994 Ratzeburg, Germania Terra rossa $10,000              |            |           |               |                  |
| 16 maggio | Katowice Open 1994 Katowice, Polonia Terra rossa $10,000                                |            |           |               |                  |
| 16 maggio | Katowice Open 1994 Katowice, Polonia Terra rossa $10,000                                |            |           |               |                  |
| 23 maggio | ITF Women's Circuit Beijing 1994 Pechino, Cina Cemento $10,000                          |            |           |               |                  |
| 23 maggio | ITF Women's Circuit Beijing 1994 Pechino, Cina Cemento $10,000                          |            |           |               |                  |
| 23 maggio | ITF Women's Circuit Łódź 1994 Łódź, Polonia Terra rossa $10,000                         |            |           |               |                  |
| 23 maggio | ITF Women's Circuit Łódź 1994 Łódź, Polonia Terra rossa $10,000                         |            |           |               |                  |
| 23 maggio | Trofeu Ciutat de Barcelona 1994 Barcellona, Spagna Terra rossa $25,000                  |            |           |               |                  |
| 23 maggio | Trofeu Ciutat de Barcelona 1994 Barcellona, Spagna Terra rossa $25,000                  |            |           |               |                  |
| 30 maggio | Trofeu Ciutat de Barcelona 1994 Barcellona, Spagna Terra rossa $25,000                  |            |           |               |                  |
| 30 maggio | Trofeu Ciutat de Barcelona 1994 Barcellona, Spagna Terra rossa $25,000                  |            |           |               |                  |
| 30 maggio | Pulpia Cup 1994 Plovdiv, Bulgaria Terra rossa $10,000                                   |            |           |               |                  |
| 30 maggio | Pulpia Cup 1994 Plovdiv, Bulgaria Terra rossa $10,000                                   |            |           |               |                  |
| 30 maggio | ITF Women's Circuit Corea del Sud 1994 Corea del Sud, Corea del Sud Terra rossa $10,000 |            |           |               |                  |
| 30 maggio | ITF Women's Circuit Corea del Sud 1994 Corea del Sud, Corea del Sud Terra rossa $10,000 |            |           |               |                  |
| 30 maggio | ITF Women's Circuit Bytom 1994 Bytom, Polonia Terra rossa $10,000                       |            |           |               |                  |
| 30 maggio | ITF Women's Circuit Bytom 1994 Bytom, Polonia Terra rossa $10,000                       |            |           |               |                  |

## Giugno
| Settimana | Torneo | Vincitrice | Finalista | Semifinaliste | Quarti di finale |
| --------- | --- | ---------- | --------- | ------------- | ---------------- |
| 6 giugno  | ITF Women's Circuit Elvas 1994 Elvas, Portogallo Cemento $25,000                                           |            |           |               |                  |
| 6 giugno  | ITF Women's Circuit Elvas 1994 Elvas, Portogallo Cemento $25,000                                           |            |           |               |                  |
| 6 giugno  | ITF Women's Circuit Murska Sobota 1994 Murska Sobota, Slovenia Terra rossa $10,000                         |            |           |               |                  |
| 6 giugno  | ITF Women's Circuit Murska Sobota 1994 Murska Sobota, Slovenia Terra rossa $10,000                         |            |           |               |                  |
| 6 giugno  | ITF Women's Circuit Bourgas 1994 Bourgas, Bulgaria Terra rossa $10,000                                     |            |           |               |                  |
| 6 giugno  | ITF Women's Circuit Bourgas 1994 Bourgas, Bulgaria Terra rossa $10,000                                     |            |           |               |                  |
| 6 giugno  | Internazionali Femminili di Tennis Città di Caserta 1994 Caserta, Italia Terra rossa $25,000               |            |           |               |                  |
| 6 giugno  | Internazionali Femminili di Tennis Città di Caserta 1994 Caserta, Italia Terra rossa $25,000               |            |           |               |                  |
| 6 giugno  | ITF Women's Circuit Corea del Sud 1994 Corea del Sud, Corea del Sud Cemento $10,000                        |            |           |               |                  |
| 6 giugno  | ITF Women's Circuit Corea del Sud 1994 Corea del Sud, Corea del Sud Cemento $10,000                        |            |           |               |                  |
| 13 giugno | Torneo Internazionale Femminile Città di Sezze 1994 Sezze, Italia Terra rossa $25,000                      |            |           |               |                  |
| 13 giugno | Torneo Internazionale Femminile Città di Sezze 1994 Sezze, Italia Terra rossa $25,000                      |            |           |               |                  |
| 13 giugno | ITF Women's Circuit Jihlava 1994 Jihlava, Repubblica Ceca Terra rossa $10,000                              |            |           |               |                  |
| 13 giugno | ITF Women's Circuit Jihlava 1994 Jihlava, Repubblica Ceca Terra rossa $10,000                              |            |           |               |                  |
| 13 giugno | Infond Open 1994 Maribor, Slovenia Terra rossa $10,000                                                     |            |           |               |                  |
| 13 giugno | Infond Open 1994 Maribor, Slovenia Terra rossa $10,000                                                     |            |           |               |                  |
| 20 giugno | Macha Lake Satellite 1994 Stare Splavy, Repubblica Ceca Terra rossa $10,000                                |            |           |               |                  |
| 20 giugno | Macha Lake Satellite 1994 Stare Splavy, Repubblica Ceca Terra rossa $10,000                                |            |           |               |                  |
| 20 giugno | Zagreb Open 1994 Zagabria, Croazia Terra rossa $10,000                                                     |            |           |               |                  |
| 20 giugno | Zagreb Open 1994 Zagabria, Croazia Terra rossa $10,000                                                     |            |           |               |                  |
| 20 giugno | ITF Women's Circuit Hilton Head 1994 Hilton Head, USA Cemento $10,000                                      |            |           |               |                  |
| 20 giugno | ITF Women's Circuit Hilton Head 1994 Hilton Head, USA Cemento $10,000                                      |            |           |               |                  |
| 20 giugno | Ciudad de Valladolid 1994 Valladolid, Spagna Cemento $25,000                                               |            |           |               |                  |
| 20 giugno | Ciudad de Valladolid 1994 Valladolid, Spagna Cemento $25,000                                               |            |           |               |                  |
| 27 giugno | ITF Women's Circuit Caceres 1994 Caceres, Spagna Cemento $25,000                                           |            |           |               |                  |
| 27 giugno | ITF Women's Circuit Caceres 1994 Caceres, Spagna Cemento $25,000                                           |            |           |               |                  |
| 27 giugno | ITF Women's Circuit Prague 1994 Praga, Repubblica Ceca Terra rossa $10,000                                 |            |           |               |                  |
| 27 giugno | ITF Women's Circuit Prague 1994 Praga, Repubblica Ceca Terra rossa $10,000                                 |            |           |               |                  |
| 27 giugno | Internationaler Württembergische Damen-Tennis-Meisterschaften 1994 Vaihingen, Germania Terra rossa $25,000 |            |           |               |                  |
| 27 giugno | Internationaler Württembergische Damen-Tennis-Meisterschaften 1994 Vaihingen, Germania Terra rossa $25,000 |            |           |               |                  |
| 27 giugno | TEIJIN Twaron Trophy 1994 Velp, Paesi Bassi Terra rossa $10,000                                            |            |           |               |                  |
| 27 giugno | TEIJIN Twaron Trophy 1994 Velp, Paesi Bassi Terra rossa $10,000                                            |            |           |               |                  |
| 27 giugno | ITF Women's Circuit Colombia 1994 Colombia, USA Cemento $10,000                                            |            |           |               |                  |
| 27 giugno | ITF Women's Circuit Colombia 1994 Colombia, USA Cemento $10,000                                            |            |           |               |                  |

## Luglio
| Settimana | Torneo                                                                                     | Vincitrice | Finalista | Semifinaliste | Quarti di finale |
| --------- | ------------------------------------------------------------------------------------------ | ---------- | --------- | ------------- | ---------------- |
| 4 luglio  | ITF Women's Circuit Indianapolis 1994 Indianapolis, USA Cemento $10,000                    |            |           |               |                  |
| 4 luglio  | ITF Women's Circuit Indianapolis 1994 Indianapolis, USA Cemento $10,000                    |            |           |               |                  |
| 4 luglio  | ITF Women's Circuit Lohja 1994 Lohja, Finlandia Terra rossa $10,000                        |            |           |               |                  |
| 4 luglio  | ITF Women's Circuit Lohja 1994 Lohja, Finlandia Terra rossa $10,000                        |            |           |               |                  |
| 4 luglio  | ITF Women's Circuit Erlangen 1994 Erlangen, Germania Terra rossa $50,000                   |            |           |               |                  |
| 4 luglio  | ITF Women's Circuit Erlangen 1994 Erlangen, Germania Terra rossa $50,000                   |            |           |               |                  |
| 4 luglio  | AEGON Pro Series Felixstowe 1994 Felixstowe, Gran Bretagna Erba $10,000                    |            |           |               |                  |
| 4 luglio  | AEGON Pro Series Felixstowe 1994 Felixstowe, Gran Bretagna Erba $10,000                    |            |           |               |                  |
| 11 luglio | ITF Women's Circuit Toluca 1994 Toluca, Messico Cemento $10,000                            |            |           |               |                  |
| 11 luglio | ITF Women's Circuit Toluca 1994 Toluca, Messico Cemento $10,000                            |            |           |               |                  |
| 11 luglio | Women's Hospital Classic 1994 Evansville, USA Cemento $25,000                              |            |           |               |                  |
| 11 luglio | Women's Hospital Classic 1994 Evansville, USA Cemento $25,000                              |            |           |               |                  |
| 11 luglio | AEGON Pro Series Frinton 1994 Frinton, Gran Bretagna Erba $10,000                          |            |           |               |                  |
| 11 luglio | AEGON Pro Series Frinton 1994 Frinton, Gran Bretagna Erba $10,000                          |            |           |               |                  |
| 11 luglio | Darmstadt Tennis International 1994 Darmstadt, Germania Terra rossa $25,000                |            |           |               |                  |
| 11 luglio | Darmstadt Tennis International 1994 Darmstadt, Germania Terra rossa $25,000                |            |           |               |                  |
| 11 luglio | Cidade de Vigo 1994 Vigo, Spagna Terra rossa $25,000                                       |            |           |               |                  |
| 11 luglio | Cidade de Vigo 1994 Vigo, Spagna Terra rossa $25,000                                       |            |           |               |                  |
| 11 luglio | ITF Women's Circuit Olsztyn 1994 Olsztyn, Polonia Terra rossa $10,000                      |            |           |               |                  |
| 11 luglio | ITF Women's Circuit Olsztyn 1994 Olsztyn, Polonia Terra rossa $10,000                      |            |           |               |                  |
| 18 luglio | ITF Women's Circuit Salisbury 1994 Salisbury, USA Cemento $25,000                          |            |           |               |                  |
| 18 luglio | ITF Women's Circuit Salisbury 1994 Salisbury, USA Cemento $25,000                          |            |           |               |                  |
| 18 luglio | ITF Women's Circuit Rheda Wiedenbruck 1994 Rheda Wiedenbruck, Germania Terra rossa $25,000 |            |           |               |                  |
| 18 luglio | ITF Women's Circuit Rheda Wiedenbruck 1994 Rheda Wiedenbruck, Germania Terra rossa $25,000 |            |           |               |                  |
| 18 luglio | AEGON Pro Series Ilkley 1994 Ilkley, Gran Bretagna Erba $10,000                            |            |           |               |                  |
| 18 luglio | AEGON Pro Series Ilkley 1994 Ilkley, Gran Bretagna Erba $10,000                            |            |           |               |                  |
| 18 luglio | Internacional de Getxo 1994 Getxo, Spagna Terra rossa $25,000                              |            |           |               |                  |
| 18 luglio | Internacional de Getxo 1994 Getxo, Spagna Terra rossa $25,000                              |            |           |               |                  |
| 18 luglio | ITF Women's Circuit Messico City 1994 Città del Messico, Messico Cemento $10,000           |            |           |               |                  |
| 18 luglio | ITF Women's Circuit Messico City 1994 Città del Messico, Messico Cemento $10,000           |            |           |               |                  |
| 25 luglio | ITF Women's Circuit Roanoke 1994 Roanoke, USA Cemento $10,000                              |            |           |               |                  |
| 25 luglio | ITF Women's Circuit Roanoke 1994 Roanoke, USA Cemento $10,000                              |            |           |               |                  |
| 25 luglio | ITF Women's Circuit Subiaco 1994 Subiaco, Italia Terra rossa $10,000                       |            |           |               |                  |
| 25 luglio | ITF Women's Circuit Subiaco 1994 Subiaco, Italia Terra rossa $10,000                       |            |           |               |                  |

## Agosto
| Settimana | Torneo                                                                                     | Vincitrice | Finalista | Semifinaliste | Quarti di finale |
| --------- | ------------------------------------------------------------------------------------------ | ---------- | --------- | ------------- | ---------------- |
| 1º agosto | ITF Women's Circuit Norfolk 1994 Norfolk, USA Cemento $10,000                              |            |           |               |                  |
| 1º agosto | ITF Women's Circuit Norfolk 1994 Norfolk, USA Cemento $10,000                              |            |           |               |                  |
| 1º agosto | ITF Women's Circuit Casablanca 1994 Casablanca, Marocco Terra rossa $10,000                |            |           |               |                  |
| 1º agosto | ITF Women's Circuit Casablanca 1994 Casablanca, Marocco Terra rossa $10,000                |            |           |               |                  |
| 1º agosto | ITF Women's Circuit Riemerling 1994 Riemerling, Germania Terra rossa $25,000               |            |           |               |                  |
| 1º agosto | ITF Women's Circuit Riemerling 1994 Riemerling, Germania Terra rossa $25,000               |            |           |               |                  |
| 8 agosto  | ITF Women's Circuit Easton 1994 Easton, USA Cemento $10,000                                |            |           |               |                  |
| 8 agosto  | ITF Women's Circuit Easton 1994 Easton, USA Cemento $10,000                                |            |           |               |                  |
| 8 agosto  | Pulpia Cup 1994 Plovdiv, Bulgaria Terra rossa $75,000                                      |            |           |               |                  |
| 8 agosto  | Pulpia Cup 1994 Plovdiv, Bulgaria Terra rossa $75,000                                      |            |           |               |                  |
| 8 agosto  | Rebecq Ladiez Trophy 1994 Rebecq, Belgio Terra rossa $10,000                               |            |           |               |                  |
| 8 agosto  | Rebecq Ladiez Trophy 1994 Rebecq, Belgio Terra rossa $10,000                               |            |           |               |                  |
| 8 agosto  | ITF Women's Circuit 1994 Paderborn, Germania Terra rossa $10,000                           |            |           |               |                  |
| 8 agosto  | ITF Women's Circuit 1994 Paderborn, Germania Terra rossa $10,000                           |            |           |               |                  |
| 8 agosto  | Sczcecin Open 1994 Sczcecin, Polonia Terra rossa $10,000                                   |            |           |               |                  |
| 8 agosto  | Sczcecin Open 1994 Sczcecin, Polonia Terra rossa $10,000                                   |            |           |               |                  |
| 8 agosto  | ITF Women's Circuit Carthage 1994 Cartagine, Tunisia Terra rossa $10,000                   |            |           |               |                  |
| 8 agosto  | ITF Women's Circuit Carthage 1994 Cartagine, Tunisia Terra rossa $10,000                   |            |           |               |                  |
| 15 agosto | ITF Women's Circuit Fayetteville 1994 Fayetteville, USA Cemento $25,000                    |            |           |               |                  |
| 15 agosto | ITF Women's Circuit Fayetteville 1994 Fayetteville, USA Cemento $25,000                    |            |           |               |                  |
| 15 agosto | ITF Women's Circuit Bergisch Gladbach 1994 Bergisch Gladbach, Germania Terra rossa $10,000 |            |           |               |                  |
| 15 agosto | ITF Women's Circuit Bergisch Gladbach 1994 Bergisch Gladbach, Germania Terra rossa $10,000 |            |           |               |                  |
| 15 agosto | Flanders Ladies Trophy Koksijde 1994 Koksijde, Belgio Terra rossa $10,000                  |            |           |               |                  |
| 15 agosto | Flanders Ladies Trophy Koksijde 1994 Koksijde, Belgio Terra rossa $10,000                  |            |           |               |                  |
| 22 agosto | BMW AHG Cup 1994 Horb, Germania Terra rossa $10,000                                        |            |           |               |                  |
| 22 agosto | BMW AHG Cup 1994 Horb, Germania Terra rossa $10,000                                        |            |           |               |                  |
| 22 agosto | Ted-Firatpen Ladies Open 1994 Istanbul, Turchia Cemento $10,000                            |            |           |               |                  |
| 22 agosto | Ted-Firatpen Ladies Open 1994 Istanbul, Turchia Cemento $10,000                            |            |           |               |                  |
| 22 agosto | ITF Women's Circuit Nicolosi 1994 Nicolosi, Italia Cemento $10,000                         |            |           |               |                  |
| 22 agosto | ITF Women's Circuit Nicolosi 1994 Nicolosi, Italia Cemento $10,000                         |            |           |               |                  |
| 22 agosto | ITF Women's Circuit Haifa 1994 Haifa, Israele Cemento $10,000                              |            |           |               |                  |
| 22 agosto | ITF Women's Circuit Haifa 1994 Haifa, Israele Cemento $10,000                              |            |           |               |                  |
| 29 agosto | ITF Women's Circuit Haifa 1994 Haifa, Israele Cemento $10,000                              |            |           |               |                  |
| 29 agosto | ITF Women's Circuit Haifa 1994 Haifa, Israele Cemento $10,000                              |            |           |               |                  |
| 29 agosto | Ted-Firatpen Ladies Open 1994 Istanbul, Turchia Cemento $25,000                            |            |           |               |                  |
| 29 agosto | Ted-Firatpen Ladies Open 1994 Istanbul, Turchia Cemento $25,000                            |            |           |               |                  |
| 29 agosto | ITF Women's Circuit Bad Nauheim 1994 Bad Nauheim, Germania Terra rossa $10,000             |            |           |               |                  |
| 29 agosto | ITF Women's Circuit Bad Nauheim 1994 Bad Nauheim, Germania Terra rossa $10,000             |            |           |               |                  |
| 29 agosto | ITF Women's Circuit Marina Di Massa 1994 Marina Di Massa, Italia Terra rossa $10,000       |            |           |               |                  |
| 29 agosto | ITF Women's Circuit Marina Di Massa 1994 Marina Di Massa, Italia Terra rossa $10,000       |            |           |               |                  |
| 29 agosto | ITF Women's Circuit San Salvador 1994 San Salvador, El Salvador Terra rossa $10,000        |            |           |               |                  |
| 29 agosto | ITF Women's Circuit San Salvador 1994 San Salvador, El Salvador Terra rossa $10,000        |            |           |               |                  |

## Settembre
| Settimana    | Torneo                                                                          | Vincitrice | Finalista | Semifinaliste | Quarti di finale |
| ------------ | ------------------------------------------------------------------------------- | ---------- | --------- | ------------- | ---------------- |
| 5 settembre  | Città di Spoleto 1994 Spoleto, Italia Terra rossa $10,000                       |            |           |               |                  |
| 5 settembre  | Città di Spoleto 1994 Spoleto, Italia Terra rossa $10,000                       |            |           |               |                  |
| 5 settembre  | ITF Women's Circuit Medellin 1994 Medellin, Colombia Terra rossa $10,000        |            |           |               |                  |
| 5 settembre  | ITF Women's Circuit Medellin 1994 Medellin, Colombia Terra rossa $10,000        |            |           |               |                  |
| 5 settembre  | Varna Cup 1994 Varna, Bulgaria Terra rossa $10,000                              |            |           |               |                  |
| 5 settembre  | Varna Cup 1994 Varna, Bulgaria Terra rossa $10,000                              |            |           |               |                  |
| 12 settembre | Allianz Cup 1994 Sofia, Bulgaria Terra rossa $10,000                            |            |           |               |                  |
| 12 settembre | Allianz Cup 1994 Sofia, Bulgaria Terra rossa $10,000                            |            |           |               |                  |
| 12 settembre | Melia Hotels Internationals 1994 Umago, Croazia Terra rossa $10,000             |            |           |               |                  |
| 12 settembre | Melia Hotels Internationals 1994 Umago, Croazia Terra rossa $10,000             |            |           |               |                  |
| 12 settembre | Allianz Cup 1994 Sofia, Bulgaria Terra rossa $25,000                            |            |           |               |                  |
| 12 settembre | Allianz Cup 1994 Sofia, Bulgaria Terra rossa $25,000                            |            |           |               |                  |
| 12 settembre | ITF Women's Circuit Manizales 1994 Manizales, Colombia Terra rossa $10,000      |            |           |               |                  |
| 12 settembre | ITF Women's Circuit Manizales 1994 Manizales, Colombia Terra rossa $10,000      |            |           |               |                  |
| 12 settembre | ITF Women's Circuit Guadalajara 1994 Guadalajara, Messico Terra rossa $10,000   |            |           |               |                  |
| 12 settembre | ITF Women's Circuit Guadalajara 1994 Guadalajara, Messico Terra rossa $10,000   |            |           |               |                  |
| 12 settembre | Ilie Nastase Trophy Cluj Napoca 1994 Cluj, Romania Terra rossa $10,000          |            |           |               |                  |
| 12 settembre | Ilie Nastase Trophy Cluj Napoca 1994 Cluj, Romania Terra rossa $10,000          |            |           |               |                  |
| 19 settembre | ITF Women's Circuit Guadalajara 1994 Guadalajara, Messico Terra rossa $10,000   |            |           |               |                  |
| 19 settembre | ITF Women's Circuit Guadalajara 1994 Guadalajara, Messico Terra rossa $10,000   |            |           |               |                  |
| 19 settembre | ITF Women's Circuit Guayaquil 1994 Guayaquil, Ecuador Terra rossa $10,000       |            |           |               |                  |
| 19 settembre | ITF Women's Circuit Guayaquil 1994 Guayaquil, Ecuador Terra rossa $10,000       |            |           |               |                  |
| 19 settembre | Open GDF SUEZ de Marseille 1994 Marsiglia, Francia Terra rossa $10,000          |            |           |               |                  |
| 19 settembre | Open GDF SUEZ de Marseille 1994 Marsiglia, Francia Terra rossa $10,000          |            |           |               |                  |
| 19 settembre | ITF Women's Circuit 1994 Parenzo, Croazia Terra rossa $10,000                   |            |           |               |                  |
| 19 settembre | ITF Women's Circuit 1994 Parenzo, Croazia Terra rossa $10,000                   |            |           |               |                  |
| 19 settembre | Varna Cup 1994 Varna, Bulgaria Terra rossa $10,000                              |            |           |               |                  |
| 19 settembre | Varna Cup 1994 Varna, Bulgaria Terra rossa $10,000                              |            |           |               |                  |
| 26 settembre | ITF Women's Circuit Bourgas 1994 Bourgas, Bulgaria Cemento $10,000              |            |           |               |                  |
| 26 settembre | ITF Women's Circuit Bourgas 1994 Bourgas, Bulgaria Cemento $10,000              |            |           |               |                  |
| 26 settembre | ITF Women's Circuit Guadalajara 1994 Guadalajara, Messico Cemento $10,000       |            |           |               |                  |
| 26 settembre | ITF Women's Circuit Guadalajara 1994 Guadalajara, Messico Cemento $10,000       |            |           |               |                  |
| 26 settembre | ITF Women's Circuit Mali Losinj 1994 Lussinpiccolo, Croazia Terra rossa $10,000 |            |           |               |                  |
| 26 settembre | ITF Women's Circuit Mali Losinj 1994 Lussinpiccolo, Croazia Terra rossa $10,000 |            |           |               |                  |
| 26 settembre | Ritro Slovak Open 1994 Bratislava, Slovacchia Terra rossa $10,000               |            |           |               |                  |
| 26 settembre | Ritro Slovak Open 1994 Bratislava, Slovacchia Terra rossa $10,000               |            |           |               |                  |
| 26 settembre | ITF Women's Circuit Perù 1994 Perù, Perù Terra rossa $10,000                    |            |           |               |                  |
| 26 settembre | ITF Women's Circuit Perù 1994 Perù, Perù Terra rossa $10,000                    |            |           |               |                  |

## Ottobre
| Settimana  | Torneo                                                                             | Vincitrice | Finalista | Semifinaliste | Quarti di finale |
| ---------- | ---------------------------------------------------------------------------------- | ---------- | --------- | ------------- | ---------------- |
| 3 ottobre  | Torneo Internacional ITF Femenil Zacatecas 1994 Zacatecas, Messico Cemento $10,000 |            |           |               |                  |
| 3 ottobre  | Torneo Internacional ITF Femenil Zacatecas 1994 Zacatecas, Messico Cemento $10,000 |            |           |               |                  |
| 3 ottobre  | Kiev Ladies Open 1994 Kiev, Ucraina Terra rossa $10,000                            |            |           |               |                  |
| 3 ottobre  | Kiev Ladies Open 1994 Kiev, Ucraina Terra rossa $10,000                            |            |           |               |                  |
| 3 ottobre  | Copa Club The Strongest 1994 La Paz, Bolivia Terra rossa $10,000                   |            |           |               |                  |
| 3 ottobre  | Copa Club The Strongest 1994 La Paz, Bolivia Terra rossa $10,000                   |            |           |               |                  |
| 10 ottobre | ITF Women's Circuit 1994 Saltillo, Messico Cemento $25,000                         |            |           |               |                  |
| 10 ottobre | ITF Women's Circuit 1994 Saltillo, Messico Cemento $25,000                         |            |           |               |                  |
| 10 ottobre | ITF Women's Circuit Santiago 1994 Santiago, Cile Terra rossa $10,000               |            |           |               |                  |
| 10 ottobre | ITF Women's Circuit Santiago 1994 Santiago, Cile Terra rossa $10,000               |            |           |               |                  |
| 10 ottobre | ITF Women's Circuit Donetsk 1994 Donetska, Ucraina Terra rossa $10,000             |            |           |               |                  |
| 10 ottobre | ITF Women's Circuit Donetsk 1994 Donetska, Ucraina Terra rossa $10,000             |            |           |               |                  |
| 10 ottobre | ITF Women's Circuit Sedona 1994 Sedona, USA Cemento $25,000                        |            |           |               |                  |
| 10 ottobre | ITF Women's Circuit Sedona 1994 Sedona, USA Cemento $25,000                        |            |           |               |                  |
| 10 ottobre | ITF Women's Circuit Burgdorf 1994 Burgdorf, Svizzera Sintetico $10,000             |            |           |               |                  |
| 10 ottobre | ITF Women's Circuit Burgdorf 1994 Burgdorf, Svizzera Sintetico $10,000             |            |           |               |                  |
| 17 ottobre | ITF Women's Circuit Asuncion 1994 Asunción, Paraguay Terra rossa $10,000           |            |           |               |                  |
| 17 ottobre | ITF Women's Circuit Asuncion 1994 Asunción, Paraguay Terra rossa $10,000           |            |           |               |                  |
| 17 ottobre | ITF Women's Circuit Langenthal 1994 Langenthal, Svizzera Sintetico $10,000         |            |           |               |                  |
| 17 ottobre | ITF Women's Circuit Langenthal 1994 Langenthal, Svizzera Sintetico $10,000         |            |           |               |                  |
| 17 ottobre | ITF Women's Circuit Flensburg 1994 Flensburgo, Germania Sintetico $25,000          |            |           |               |                  |
| 17 ottobre | ITF Women's Circuit Flensburg 1994 Flensburgo, Germania Sintetico $25,000          |            |           |               |                  |
| 24 ottobre | Internationaux Féminins de la Vienne 1994 Poitiers, Francia Cemento $25,000        |            |           |               |                  |
| 24 ottobre | Internationaux Féminins de la Vienne 1994 Poitiers, Francia Cemento $25,000        |            |           |               |                  |
| 24 ottobre | ITF Women's Circuit Siauliai 1994 Šiauliai, Lituania Cemento $10,000               |            |           |               |                  |
| 24 ottobre | ITF Women's Circuit Siauliai 1994 Šiauliai, Lituania Cemento $10,000               |            |           |               |                  |
| 24 ottobre | ITF Women's Circuit Sao Paulo 1994 San Paolo, Brasile Terra rossa $10,000          |            |           |               |                  |
| 24 ottobre | ITF Women's Circuit Sao Paulo 1994 San Paolo, Brasile Terra rossa $10,000          |            |           |               |                  |
| 24 ottobre | Mitra Kemayoran Women's Circuit 1994 Giacarta, Indonesia Terra rossa $50,000       |            |           |               |                  |
| 24 ottobre | Mitra Kemayoran Women's Circuit 1994 Giacarta, Indonesia Terra rossa $50,000       |            |           |               |                  |
| 31 ottobre | ITF Women's Circuit Jurmala 1994 Jūrmala, Lettonia Cemento $10,000                 |            |           |               |                  |
| 31 ottobre | ITF Women's Circuit Jurmala 1994 Jūrmala, Lettonia Cemento $10,000                 |            |           |               |                  |
| 31 ottobre | ITF Women's Circuit Nassau 1994 Nassau, Bahrain Terra rossa $10,000                |            |           |               |                  |
| 31 ottobre | ITF Women's Circuit Nassau 1994 Nassau, Bahrain Terra rossa $10,000                |            |           |               |                  |
| 31 ottobre | ITF Women's Circuit Nicosia 1994 Nicosia, Cipro Terra rossa $10,000                |            |           |               |                  |
| 31 ottobre | ITF Women's Circuit Nicosia 1994 Nicosia, Cipro Terra rossa $10,000                |            |           |               |                  |
| 31 ottobre | ITF Women's Circuit Montevideo 1994 Montevideo, Uruguay Terra rossa $10,000        |            |           |               |                  |
| 31 ottobre | ITF Women's Circuit Montevideo 1994 Montevideo, Uruguay Terra rossa $10,000        |            |           |               |                  |
| 31 ottobre | ITF Women's Circuit Saga 1994 Saga, Giappone Erba $25,000                          |            |           |               |                  |
| 31 ottobre | ITF Women's Circuit Saga 1994 Saga, Giappone Erba $25,000                          |            |           |               |                  |

## Novembre
| Settimana   | Torneo                                                                                          | Vincitrice | Finalista | Semifinaliste | Quarti di finale |
| ----------- | ----------------------------------------------------------------------------------------------- | ---------- | --------- | ------------- | ---------------- |
| 7 novembre  | ITF Women's Circuit Haifa 1994 Haifa, Israele Cemento $5,000                                    |            |           |               |                  |
| 7 novembre  | ITF Women's Circuit Haifa 1994 Haifa, Israele Cemento $5,000                                    |            |           |               |                  |
| 7 novembre  | ITF Women's Circuit Buenos Aires 1994 Buenos Aires, Argentina Terra rossa $10,000               |            |           |               |                  |
| 7 novembre  | ITF Women's Circuit Buenos Aires 1994 Buenos Aires, Argentina Terra rossa $10,000               |            |           |               |                  |
| 7 novembre  | ITF Women's Circuit Giza 1994 Giza, Egitto Terra rossa $10,000                                  |            |           |               |                  |
| 7 novembre  | ITF Women's Circuit Giza 1994 Giza, Egitto Terra rossa $10,000                                  |            |           |               |                  |
| 7 novembre  | ITF Women's Circuit Santo Domingo 1994 Santo Domingo, Repubblica Dominicana Terra rossa $10,000 |            |           |               |                  |
| 7 novembre  | ITF Women's Circuit Santo Domingo 1994 Santo Domingo, Repubblica Dominicana Terra rossa $10,000 |            |           |               |                  |
| 10 novembre | ITF Women's Circuit Bad Gogging 1994 Bad Gogging, Germania Sintetico $50,000                    |            |           |               |                  |
| 10 novembre | ITF Women's Circuit Bad Gogging 1994 Bad Gogging, Germania Sintetico $50,000                    |            |           |               |                  |
| 14 novembre | ITF Women's Circuit San Salvador 1994 San Salvador, El Salvador Cemento $10,000                 |            |           |               |                  |
| 14 novembre | ITF Women's Circuit San Salvador 1994 San Salvador, El Salvador Cemento $10,000                 |            |           |               |                  |
| 14 novembre | ITF Women's Circuit Cairo 1994 Cairo, Egitto Terra rossa $10,000                                |            |           |               |                  |
| 14 novembre | ITF Women's Circuit Cairo 1994 Cairo, Egitto Terra rossa $10,000                                |            |           |               |                  |
| 14 novembre | ITF Women's Circuit Eastbourne 1994 Eastbourne, Gran Bretagna Sintetico $25,000                 |            |           |               |                  |
| 14 novembre | ITF Women's Circuit Eastbourne 1994 Eastbourne, Gran Bretagna Sintetico $25,000                 |            |           |               |                  |
| 14 novembre | ITF Women's Circuit Buenos Aires 1994 Buenos Aires, Argentina Terra rossa $25,000               |            |           |               |                  |
| 14 novembre | ITF Women's Circuit Buenos Aires 1994 Buenos Aires, Argentina Terra rossa $25,000               |            |           |               |                  |
| 21 novembre | City of Mount Gambier Blue Lake Women's Classic 1994 Mount Gambier, Australia Cemento $25,000   |            |           |               |                  |
| 21 novembre | City of Mount Gambier Blue Lake Women's Classic 1994 Mount Gambier, Australia Cemento $25,000   |            |           |               |                  |
| 21 novembre | ITF Women's Circuit La Plata 1994 La Plata, Argentina Terra rossa $25,000                       |            |           |               |                  |
| 21 novembre | ITF Women's Circuit La Plata 1994 La Plata, Argentina Terra rossa $25,000                       |            |           |               |                  |
| 28 novembre | Nyrstar Port Pirie Tennis International 1994 Port Pirie, Australia Cemento $25,000              |            |           |               |                  |
| 28 novembre | Nyrstar Port Pirie Tennis International 1994 Port Pirie, Australia Cemento $25,000              |            |           |               |                  |
| 28 novembre | Open de Havre 1994 Le Havre, Francia Terra rossa $25,000                                        |            |           |               |                  |
| 28 novembre | Open de Havre 1994 Le Havre, Francia Terra rossa $25,000                                        |            |           |               |                  |

## Dicembre
| Settimana   | Torneo                                                                  | Vincitrice | Finalista | Semifinaliste | Quarti di finale |
| ----------- | ----------------------------------------------------------------------- | ---------- | --------- | ------------- | ---------------- |
| 5 dicembre  | ITF Women's Circuit Nuriootpa 1994 Nuriootpa, Australia Cemento $25,000 |            |           |               |                  |
| 5 dicembre  | ITF Women's Circuit Nuriootpa 1994 Nuriootpa, Australia Cemento $25,000 |            |           |               |                  |
| 5 dicembre  | Cergy Pontoise Challenger 1994 Cergy Pontoise, Francia Cemento $50,000  |            |           |               |                  |
| 5 dicembre  | Cergy Pontoise Challenger 1994 Cergy Pontoise, Francia Cemento $50,000  |            |           |               |                  |
| 5 dicembre  | NH Trans Ladies Indoor 1994 Ostrava, Repubblica Ceca Cemento $10,000    |            |           |               |                  |
| 5 dicembre  | NH Trans Ladies Indoor 1994 Ostrava, Repubblica Ceca Cemento $10,000    |            |           |               |                  |
| 12 dicembre | Zubr Cup 1994 Přerov, Repubblica Ceca Cemento $10,000                   |            |           |               |                  |
| 12 dicembre | Zubr Cup 1994 Přerov, Repubblica Ceca Cemento $10,000                   |            |           |               |                  |
| 12 dicembre | Mildura Grand Tennis International 1994 Mildura, Australia Erba $25,000 |            |           |               |                  |
| 12 dicembre | Mildura Grand Tennis International 1994 Mildura, Australia Erba $25,000 |            |           |               |                  |
| 12 dicembre | Smart ITF Women's Circuit Manila 1994 Manila, Filippine Cemento $10,000 |            |           |               |                  |
| 12 dicembre | Smart ITF Women's Circuit Manila 1994 Manila, Filippine Cemento $10,000 |            |           |               |                  |
| 19 dicembre | Smart ITF Women's Circuit Manila 1994 Manila, Filippine Cemento $10,000 |            |           |               |                  |
| 19 dicembre | Smart ITF Women's Circuit Manila 1994 Manila, Filippine Cemento $10,000 |            |           |               |                  |